# Кривий Василь Дмитрович
Василь Дмитрович Кривий (1 січня 1947, с. Козиряни, Кельменецький район, Чернівецька область — 19 жовтня 2017) — український журналіст, народознавець, фольклорист, літератор, член НСЖУ, заслужений журналіст України.

## Біографія
Народився 01.01.1947 р. в с. Козиряни Кельменецького району. Закінчив Лівинецьку СШ, філологічний факультет Чернівецького державного університету (1970). Працював учителем. З 1992 р. — літпрацівник, завідувач відділу, відповідальний секретар, заступник редактора, головний редактор газети «Наддністрянська правда» — «Рідне слово».

## Творча діяльність
З публіцистичними статтями, нарисами, есе виступав в газетах «Літературна Україна», «Буковина», «Буковинське віче», «Доба». Удостоєний премії імені В'ячеслав Чорновола за кращу публіцистичну роботу в галузі журналістики («Пуста хата», Буковина, 2003).
Автор публіцистичних книг: "Веселка над «Дністром-рікою» (2006), «Животоки» (2006), «Убієні голодом» (2010); роману-хроніки «Козиряни». Автор і ведучий ряду фольклорно-етнографічних дійств: «Осінь весільна» та інших.

## Нагороди, відзнаки
- Заслужений журналіст України.
- Почесна грамота Національної спілки журналістів України.
- Лауреат премії імені В’ячеслава Чорновола.
- Лауреат краєзнавчої премії імені Олекси Романця.